# Чухров, Кети
Кети Чухро́в (наст. имя — Кетеван Карловна Чухрукидзе; род. 26 июля 1970, Грузия) — философ, теоретик и критик искусства, а также поэтесса и драматург. Доктор философских наук (2013), кандидат филологических наук (1998). Доцент ВШЭ, а прежде РГГУ. Доцент, а затем профессор Школы Философии и Культурологии НИУ ВШЭ в 2016-2022. С 2022 приглашенный профессор Karlsruhe University of Arts and Design. Автор работ по философии современного искусства, теории перформативности, советской философии марксизма и критике постгуманизма.

## Биография
В Тбилиси окончила специальную музыкальную школу.
В 1994 году окончила филфак МГУ по специальности «Филология. Романо-германская филология», специализировалась на английской и американской литературе.
Защитила кандидатскую диссертацию «Эзра Паунд. „Кантос“. Проблема поэтического высказывания» (МГУ, кафедра истории зарубежной литературы, 1998) и докторскую диссертацию «Феномен театра в современной философии. Аспект перформативности» (РГГУ, кафедра истории философии, 2013).
В 1998—2005 годах работала редактором московского издательства «Логос».
В 2003—2007 годах в докторантуре Института философии РАН, под руководством Валерия Подороги.
В 2005—2017 гг. член редколлегии «Художественного журнала».
В 2010—2016 годах старший преподаватель, доцент кафедры всеобщей истории искусства Российского государственного гуманитарного университета (РГГУ).
В 2012—2017 годах руководитель научно-информационного отдела Государственного центра современного искусства (ГЦСИ) и его программы «Теоретические исследования по культурной антропологии» (ТИКА).
С 2016 года доцент Школы философии и культурологии НИУ «Высшая школа экономики».
В 2017—2019 гг. Marie Sklodowska Curie Fellowship (Университет Вулверхэмтона, Великобритания).
Владеет четырьмя языками (грузинским, французским, английским, русским). Придерживается левых взглядов в политике и эстетике.
Её монография «Быть и исполнять. Проект театра в философской критике искусства» в 2011 году вошла в шорт-лист Премии Андрея Белого в категории «Гуманитарные исследования».
А видео-поэма Communion — в 2017 году в лонг-лист Премии Кандинского в номинации «Проект года».

## Научная деятельность
Ввела в теорию перформативности понятие «антропологии исполнения», противопоставила перформанс современного искусства событию исполнения, разработав логику институциональной несводимости практик перформативности в таких работах как: 1. «Быть и исполнять», 2011. 2. The Anthropology of Performing // Moments. Walther Koenig, 2013. 3. Repetition as the Syndrome of Dying // доклад на конференции REPETITION/S 2016, а также в исследовательской программе «Контексты перформативности» в рамках проекта «Теоретические исследования по культурной антропологии» в ГЦСИ.
Исследовала советскую мысль и культуру через понятие «нелибидинальной экономики» в многочисленных публикациях в журналах e-flux, Stasis, Springerin, Crisis and Critique, «Художественном журнале».
Организатор международных конференций, посвященных критике постгуманизма «Авангард как производство человечества», (ТИКА, ГЦСИ), Москва, 2014, и «Может ли гуманизм быть пересмотрен?», (ТИКА, ГЦСИ), Москва, 2014.
Научный редактор переводов и автор вступительных статей к книгам «Теодор В. Адорно. Философия новой музыки», «Пьер Булез. Ориентиры I. Воображать. Избранные статьи». Автор первого научного перевода на русский язык «Пирс Ч. С. Избранные философские произведения» (в соавторстве с К. Голубович, Т. Дмитриевой).

## Рецензии
- Kevin M.F. Platt. «Keti Chukhrov’s Theatre of Communion». Common Knowledge, №24 (1 января 2018). Дата обращения: 23 марта 2018.
- Вадим Рутковский. «Святая Чепуха» (о видео-поэме Communion). Журнал «Сноб» (26 сентября 2016). Дата обращения: 23 марта 2018.
- Ксения Земскова. Рецензия на книгу «Просто люди» (28 ноября 2011). Дата обращения: 23 марта 2018.
- Елена Ищенко. «Love-machines и кризис концептуализации». Aroundart.org (5 ноября 2013). Дата обращения: 23 марта 2018.
- Павел Арсеньев. «Притворяться, пока не получится искренне». Рецензия на книгу «Быть и исполнять». «Художественный журнал», №82, 2011. Дата обращения: 23 марта 2018.
- Анна Ландихова. «Мне приснился сон, в котором не было стен». Перформанс «Афган-Кузьминки». Art Ukraine (20 июня 2012). Дата обращения: 23 марта 2018.
- Лариса Венедиктова. «Сцена попытки приступить к сексу на АРСЕНАЛЕ: Невыносимо просто». Перформанс «Афган-Кузьминки». bigmir.net (9 июля 2012). Дата обращения: 15 мая 2018.